# Mesochra wolskii
Mesochra wolskii är en kräftdjursart som beskrevs av Jakubisiak 1933. Mesochra wolskii ingår i släktet Mesochra och familjen Canthocamptidae. Inga underarter finns listade i Catalogue of Life.